# Gaston Choquet
 (août 2019).
Si vous disposez d'ouvrages ou d'articles de référence ou si vous connaissez des sites web de qualité traitant du thème abordé ici, merci de compléter l'article en donnant les références utiles à sa vérifiabilité et en les liant à la section « Notes et références ».
Pour les articles homonymes, voir Choquet.
Gaston Choquet est un auteur français d'histoires de littérature d'enfance et de jeunesse et  de récits d'aventures populaires.
Il publie un grand nombre de romans dans les différentes collections et publications des frères Offenstadt, comme L'Intrépide ou la Collection d'aventures où il écrit au coté d'auteurs comme Jo Valle ou José Moselli.

## Œuvres
- À travers le Yunnan
- Les Aventures de Coucou, un gamin de paris, au pays du scalp (19 volumes)
- La Cité du mystère
- Le Capitaine Lucifer
- Le Champion du monde
- Le Coffret ciselé
- Dans les ténèbres éternelles
- Le Diamant rose
- L'Explorateur fantôme
- L'Héroïque Solange
- Les Mystères du lotus rouge
- Prisonniers du Mahdi
- Seule au monde
- Les Vautours à la curée
- Le Triomphe de l'aile